# Luís IV de Hesse-Darmstadt
Luís IV de Hesse-Darmstadt, nascido Frederico Guilherme Luís Carlos (em alemão, Friedrich Wilhelm Ludwig IV. Karl von Hessen und bei Rhein, 12 de setembro de 1837 – 13 de março de 1892), foi o quarto grão-duque de Hesse, reinando desde o dia 13 de junho de 1877 até sua morte. Através do seu casamento e dos seus filhos, estava ligado à família real britânica, à família imperial russa e outras casas reais europeias.
Era pai da princesa Alice de Hesse e do Reno, que mais tarde se tornaria a Imperatriz Alexandra Feodorovna da Rússia.

## Biografia
Luís nasceu em Darmstadt, a capital do Grão-Ducado de Hesse e do Reno, na Confederação Germânica. Foi o primeiro filho do príncipe Carlos de Hesse e do Reno (1809-1877) e da princesa Isabel da Prússia (1815-1885), neta do rei Frederico Guilherme II da Prússia. Uma vez que o seu tio, o grão-duque Luís III, foi casado durante vários anos com a sua primeira esposa legítima e não teve filhos e, depois, em 1868, se casou morganaticamente, o príncipe Luís foi considerado o herdeiro mais provável ao trono do grão-ducado desde a sua infância.

### Casamento

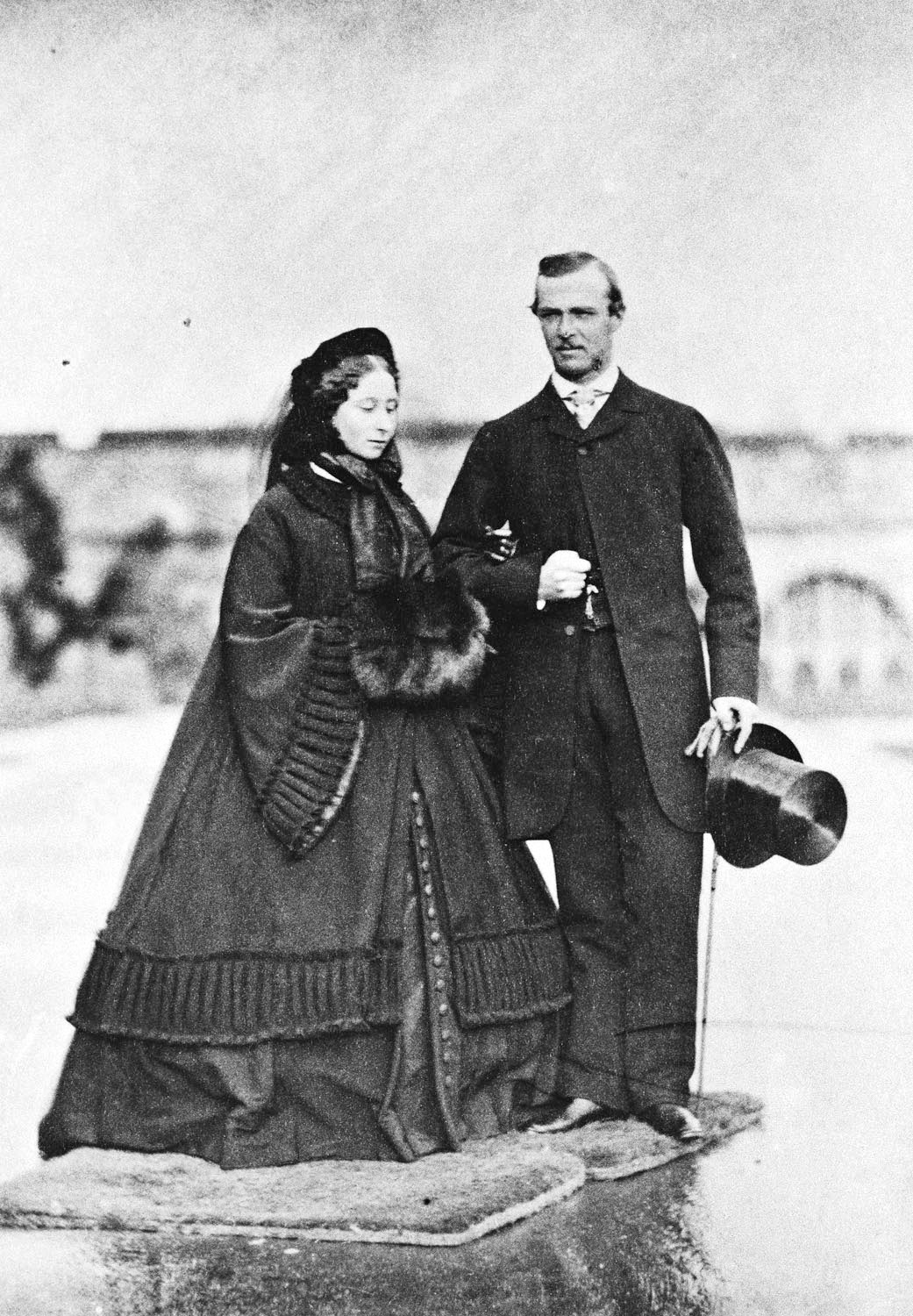
Alice com o seu marido Luís de Hesse em 1860

No dia 1 de julho de 1862, casou-se com a princesa Alice do Reino Unido, segunda filha da Rainha Vitória do Reino Unido, na Casa Osborne na Ilha de Wight. No dia do casamento, a rainha concedeu-lhe a forma de tratamento de “Alteza Real”. Esta forma de tratamento só tinha efeito na Grã-Bretanha e não na Alemanha onde o príncipe Luís continuava a ser tratado por “Alteza Grão-Ducal”. Posteriormente, a rainha Vitória condecorou-o com a Ordem da Jarreteira.
Apesar de o casamento ter sido orquestrado pelo pai da noiva, o príncipe Alberto, o casal pôde desfrutar de um breve período de namoro antes de anunciarem o noivado, tendo-se casado por sua própria vontade e felizes, mesmo apesar de a morte do príncipe Alberto alguns meses antes da cerimónia ter deixado a rainha Vitória num estado de profunda depressão, o que deu um tom melancólico ao seu dia de casamento. O casal teve a primeira filha menos de um ano depois do casamento, mas tiveram algumas dificuldades para financiar o estilo vida que era esperado de pessoas na sua posição. Luís não partilhava o interesse da sua esposa por serviços sociais, desenvolvimento científico e a sua abordagem prática à educação dos filhos, caridade e estímulo intelectual. Apesar ser uma pessoa atenta ao dever e benevolente, Luís era apático e tinha gostos convencionais. A morte de um dos seus filhos, Frederico, em 1873 (que sofria de hemofilia e caiu de uma janela antes de fazer três anos de idade), juntamente com os seus esforços para ajudar a população durante a Guerra Austro-Prussiana de 1870, levaram a que Alice sofresse uma crise espiritual que o seu marido não parece ter compreendido nem partilhado.
Em 1866, a Áustria foi derrotada na Guerra Austro-Prussiana e o grão-ducado de Hesse ficou em risco de ser entregue ao Reino da Prússia, que saiu vitoriosa e já tinha anexado alguns dos outros aliados da Áustria (Reino de Hanôver, Hesse-Cassel, Condado de Nassau-Saarbrücken). No entanto, o grão-ducado foi poupado ao mesmo destino dos seus vizinhos graças ao facto de ter uma relação dinástica próxima com o czar da Rússia (a esposa do czar Alexandre II, a imperatriz Maria Alexandrovna, era irmã do grão-duque Luís III de Hesse do príncipe Carlos).
Durante a Guerra Franco-Prussiana, que foi provocada pela manipulação de Otto von Bismarck do telegrama de Ems em 1870, Hesse ficou do lado vencedor, como aliado da Prússia, e o príncipe Luís foi elogiado pela sua coragem durante o conflito, em particular durante a Batalha de Gravelotte, o que lhe permitiu curar as feridas que tinham sido abertas no conflito anterior com a Casa de Hohenzollern, tendo lutado ao lado do seu cunhado e futuro imperador da Alemanha, o príncipe Frederico da Prússia.
Em março de 1877, Luís tornou-se herdeiro presumível do trono de Hesse quando o seu pai morreu e, menos de três meses depois, tornou-se grão-duque após a morte do seu tio, o grão-duque Luís III.
No entanto, ano e meio depois, o grão-duque e grande parte da sua família sofreram um ataque de difteria. Apesar de o grão-duque ter recuperado, a sua filha mais nova, Maria, de quatro anos, e a sua esposa Alice acabariam por morrer da doença. A partir desse momento, Luís passou a governar e a cuidar dos seus cinco filhos sozinho.
Durante a Guerra Austro-Prussiana de 1866, Luís comandou a cavalaria de Hesse, apoiando o lado austríaco. Na Guerra Franco-Prussiana de 1870-71, Luís comandou o contingente de Hesse nos exércitos da Confederação da Alemanha do Norte.

## Grão-duque de Hesse
A 13 de junho de 1877, Luís sucedeu ao seu tio como grão-duque de Hesse, adoptando o nome de "Luís IV".
Seis anos depois da morte da princesa Alice, a 30 de abril de 1884, Luís casou-se com a sua segunda esposa, a condessa Alexandrina Hutten-Czapska (1854-1941), ex-mulher de Aleksander Kolemin, o chargé d'affairs da Rússia em Darmstadt. A cerimónia realizou-se na véspera do casamento da sua filha mais velha, Vitória, e causou grande escândalo na família, principalmente junto da rainha Vitória, a sua antiga sogra. Alexandrina ainda chegou a receber o título de condessa von Romrod, mas, devido a pressões da família, Luís decidiu anular o casamento três meses depois.
O grão-duque Luís IV morreu a 13 de março de 1892 no Novo Palácio em Darmstadt e foi sucedido pelo seu filho Ernesto Luís. Os seus restos mortais encontram-se sepultados em Rosenhöhe, o mausoléu da família grão-ducal nos arredores de Darmstadt.

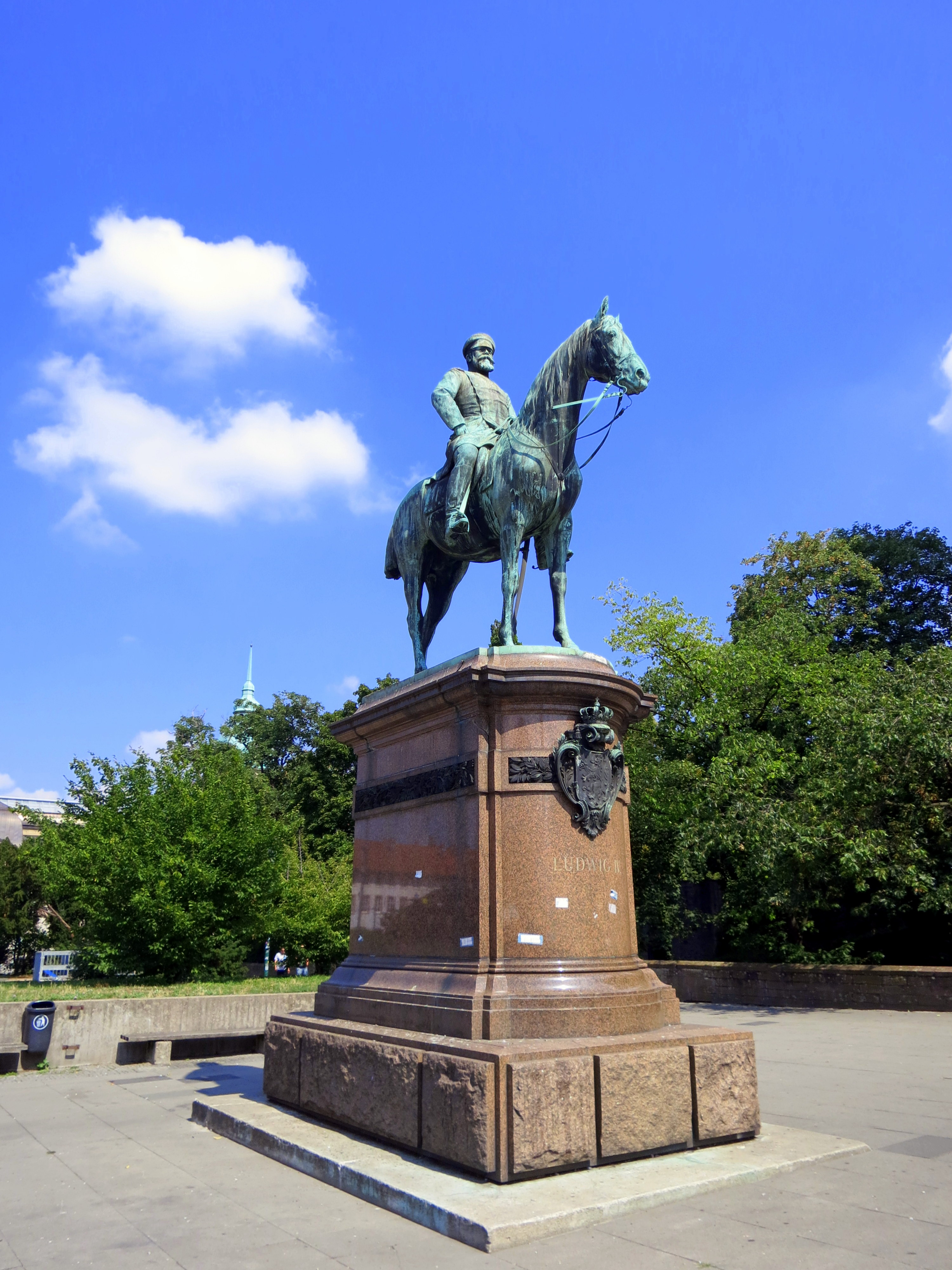
Estátua equestre de Luís IV na Friedensplace, em Darmstadt.

## Honras
Alemãs
- 11 de abril de 1854:  Ordem de Luís[7]
  - 11 de abril de 1854: Ordem de Filipe, o Magnânimo[8]
- 9 de janeiro de 1857:  Ordem do Leão Dourado[9]
- 1862:  Ordem de Fidelidade[10]
- 1863:  Ordem de Santo Humberto[11]
- 1863:  Ordem da Casa Ernestina da Saxônia[12]
- junho de 1863:  Ordem do Leão Dourado da Casa de Nassau[13]
- 1865:  Ordem da Coroa de Württemberg[14]

Estrangeiras
- 5 de julho de 1862:  Ordem da Jarreteira[15]
- 23 de setembro de 1878:  Ordem do Elefante[16]
- 1880:  Ordem de Santo Estêvão[17]
- 1º de maio de 1882:  Ordem Militar de Guilherme[18]
- dezembro de 1883:  Ordem do Tosão de Ouro[19]

## Descendência

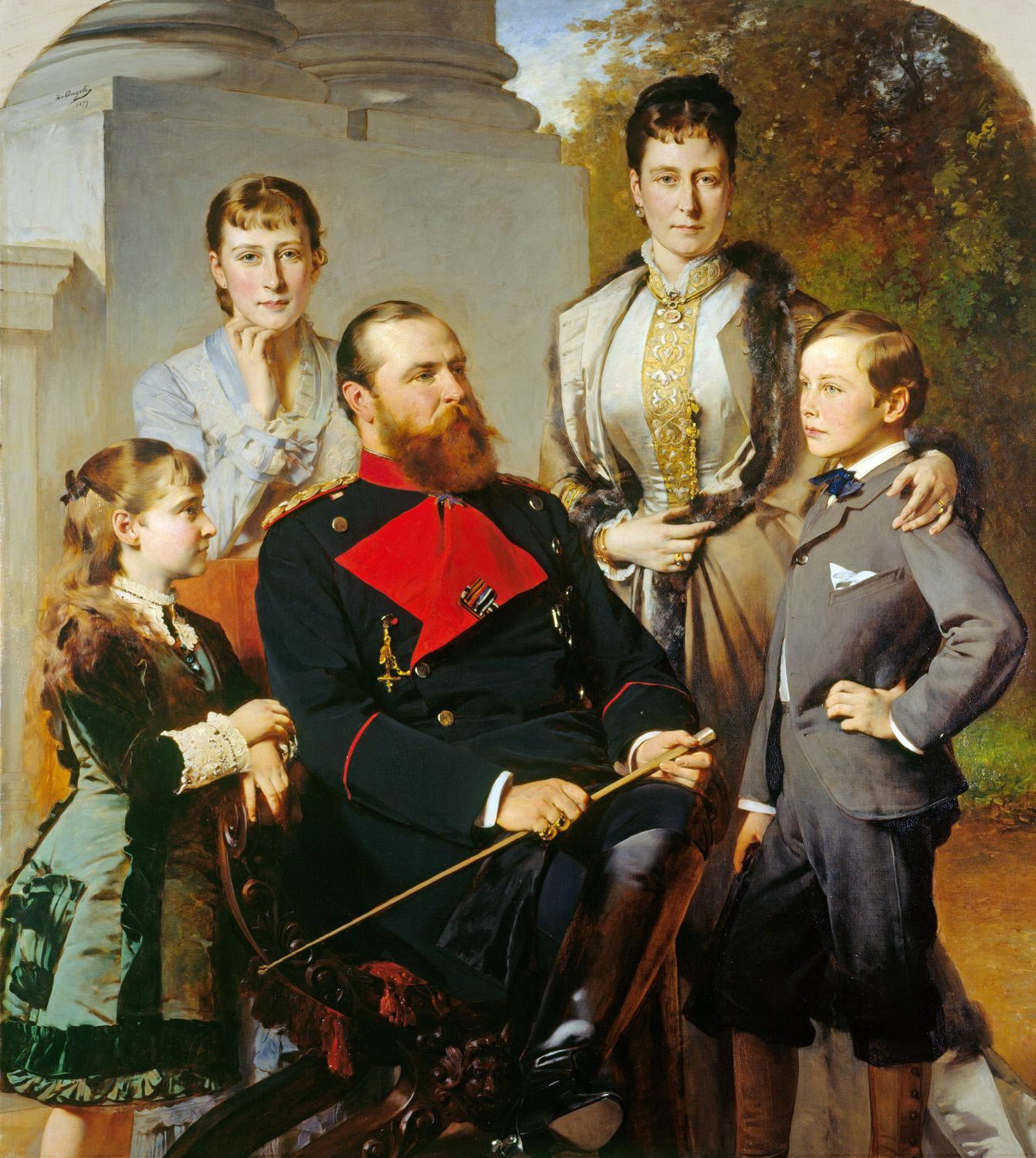
A família do Grão-Duque de Hesse - o grão-duque Luís IV de Hesse, sua esposa Alice do Reino Unido, seu filho Ernesto Luís e suas filhas, princesas Alice e Vitória, por Heinrich von Angeli, 1879. Na Royal Collection.

| Imagem | Nome                                     | Nascimento             | Morte                  | Notas |
| ------ | ---------------------------------------- | ---------------------- | ---------------------- | --- |
|        | Vitória                                  | 5 de abril de 1863     | 24 de setembro de 1950 | Casou-se com Luís de Battenberg, com descendência                                                                                 |
|        | Isabel                                   | 1 de novembro de 1864  | 18 de julho de 1918    | Casou-se com Sérgio Alexandrovich da Rússia, sem descendência.                                                                    |
|        | Irene                                    | 11 de julho de 1866    | 11 de novembro de 1953 | Casou-se com Henrique da Prússia, com descendência.                                                                               |
|        | Ernesto Luís, Grão-Duque de Hesse e Reno | 25 de novembro de 1868 | 9 de outubro de 1937   | Casou-se com Vitória Melita de Saxe-Coburgo-Gota, sem descendência Casou-se com Leonor de Solms-Hohensolms-Lich, com descendência |
|        | Frederico                                | 7 de outubro de 1870   | 29 de maio de 1873     | Sofria de Hemofilia e morreu de uma hemorragia interna após a queda de uma janela aos dois anos e meio                            |
|        | Alice                                    | 6 de junho de 1872     | 17 de julho de 1918    | Casou-se com Nicolau II da Rússia, com descendência                                                                               |
|        | Maria                                    | 24 de maio de 1874     | 16 de novembro de 1878 | Morreu de difteria aos quatro anos                                                                                                |